# Temporada 2003 de la NFL
La Temporada 2003 de la NFL fue la 84.ª en la historia de la NFL.En la temporada regular se juegan 16 partidos durante 17 semanas. Posteriormente se juegan los playoffs, que determinan los equipos que se clasificarán para la gran final: el Super Bowl.
Los juegos de la temporada regular se celebraron del 4 de septiembre al 28 de diciembre del 2003. Debido a los daños causados por el incendio Cedar, el Qualcomm Stadium se utilizó para un refugio de emergencia y, de este modo, el partido de la temporada regular entre los Miami Dolphins vs San Diego Chargers que se disputó el 27 de octubre fue jugado en el Sun Devil Stadium, la casa de campo de los Arizona Cardinals.
Los playoffs comenzaron el 3 de enero del 2004.El título de la NFL fue ganado por los New England Patriots cuando derrotaron a los Carolina Panthers en el Super Bowl XXXVIII, el juego de campeonato del Super Bowl, en el Reliant Stadium de Houston, Texas el 1 de febrero.

## Calendario
Esta temporada, los partidos intraconferencia e interconferencia se han programado de la siguiente manera
| Intraconferencia                                                                                              | Interconferencia                                                                                              |
| --- | --- |
| - AFC Este contra AFC Sur - AFC Norte contra AFC Oeste - NFC Este contra NFC Sur - NFC Norte contra NFC Oeste | - AFC Este contra NFC Este - AFC Norte contra NFC Oeste - AFC Sur contra NFC Sur - AFC Oeste contra NFC Norte |

### Primera ronda del draft
| Selecciones de primera ronda del Draft de la NFL 2003 | Selecciones de primera ronda del Draft de la NFL 2003 | Selecciones de primera ronda del Draft de la NFL 2003 | Selecciones de primera ronda del Draft de la NFL 2003 | Selecciones de primera ronda del Draft de la NFL 2003 | Selecciones de primera ronda del Draft de la NFL 2003 |
| ----------------------------------------------------- | ----------------------------------------------------- | ----------------------------------------------------- | ----------------------------------------------------- | ----------------------------------------------------- | ----------------------------------------------------- |
| Pick                                                  | Equipo                                                | Jugador                                               | Pos.                                                  | Universidad                                           |                                                       |
| 1                                                     | Cincinnati Bengals                                    | Carson Palmer                                         | QB                                                    | USC                                                   |                                                       |
| 2                                                     | Detroit Lions                                         | Charles Rogers                                        | WR                                                    | Michigan State                                        |                                                       |
| 3                                                     | Houston Texans                                        | Andre Johnson                                         | WR                                                    | Miami (FL)                                            |                                                       |
| 4                                                     | New York Jets                                         | Dewayne Robertson                                     | DT                                                    | Kentucky                                              |                                                       |
| 5                                                     | Dallas Cowboys                                        | Terence Newman                                        | CB                                                    | Kansas State                                          |                                                       |
| 6                                                     | New Orleans Saints                                    | Johnathan Sullivan                                    | DT                                                    | Georgia                                               |                                                       |
| 7                                                     | Jacksonville Jaguars                                  | Byron Leftwich                                        | QB                                                    | Marshall                                              |                                                       |
| 8                                                     | Carolina Panthers                                     | Jordan Gross                                          | OT                                                    | Utah                                                  |                                                       |
| 9                                                     | Minnesota Vikings                                     | Kevin Williams                                        | DT                                                    | Oklahoma State                                        |                                                       |
| 10                                                    | Baltimore Ravens                                      | Terrell Suggs                                         | DE/LB                                                 | Arizona State                                         |                                                       |
| 11                                                    | Seattle Seahawks                                      | Marcus Trufant                                        | CB                                                    | Washington State                                      |                                                       |
| 12                                                    | St. Louis Rams                                        | Jimmy Kennedy                                         | DT                                                    | Penn State                                            |                                                       |
| 13                                                    | New England Patriots                                  | Ty Warren                                             | DE                                                    | Texas A&M                                             |                                                       |
| 14                                                    | Chicago Bears                                         | Michael Haynes                                        | DE                                                    | Penn State                                            |                                                       |
| 15                                                    | Philadelphia Eagles                                   | Jerome McDougle                                       | DE                                                    | Miami (FL)                                            |                                                       |
| 16                                                    | Pittsburgh Steelers                                   | Troy Polamalu                                         | S                                                     | USC                                                   |                                                       |
| 17                                                    | Arizona Cardinals                                     | Bryant Johnson                                        | WR                                                    | Penn State                                            |                                                       |
| 18                                                    | Arizona Cardinals                                     | Calvin Pace                                           | DE/LB                                                 | Wake Forest                                           |                                                       |
| 19                                                    | Baltimore Ravens                                      | Kyle Boller                                           | QB                                                    | California                                            |                                                       |
| 20                                                    | Denver Broncos                                        | George Foster                                         | OT                                                    | Georgia                                               |                                                       |
| 21                                                    | Cleveland Browns                                      | Jeff Faine                                            | C                                                     | Notre Dame                                            |                                                       |
| 22                                                    | Chicago Bears                                         | Rex Grossman                                          | QB                                                    | Florida Gators                                        |                                                       |
| 23                                                    | Buffalo Bills                                         | Willis McGahee                                        | RB                                                    | Miami (FL)                                            |                                                       |
| 24                                                    | Indianapolis Colts                                    | Dallas Clark                                          | TE                                                    | Iowa                                                  |                                                       |
| 25                                                    | New York Giants                                       | William Joseph                                        | DT                                                    | Miami (FL)                                            |                                                       |
| 26                                                    | San Francisco 49ers                                   | Kwame Harris                                          | OT                                                    | Stanford                                              |                                                       |
| 27                                                    | Kansas City Chiefs                                    | Larry Johnson                                         | RB                                                    | Penn State                                            |                                                       |
| 28                                                    | Tennessee Titans                                      | Andre Woolfolk                                        | CB                                                    | Oklahoma                                              |                                                       |
| 29                                                    | Green Bay Packers                                     | Nick Barnett                                          | LB                                                    | Oregon State                                          |                                                       |
| 30                                                    | San Diego Chargers                                    | Sammy Davis                                           | CB                                                    | Texas A&M                                             |                                                       |
| 31                                                    | Oakland Raiders                                       | Nnamdi Asomugha                                       | CB                                                    | California                                            |                                                       |
| 32                                                    | Oakland Raiders                                       | Tyler Brayton                                         | DE                                                    | Iowa                                                  |                                                       |

## Temporada regular
V = Victorias, D = Derrotas, E = Empates, CTE = Cociente de victorias [V+(E/2)]/(V+D+E), PF= Puntos a favor, PC = Puntos en contra
| Clasificado para los playoffs |

| AFC Este                | AFC Este | AFC Este | AFC Este | AFC Este | AFC Este | AFC Este | AFC Este | AFC Este | AFC Este |
| Equipo                  | V        | D        | E        | CTE      | DIV      | CONF     | PF       | PC       |          |
| ----------------------- | -------- | -------- | -------- | -------- | -------- | -------- | -------- | -------- | -------- |
| New England Patriots(1) | 14       | 2        | 0        | .875     | 5-1      | 11-1     | 348      | 238      |          |
| Miami Dolphins          | 10       | 6        | 0        | .625     | 4-2      | 7-5      | 311      | 261      |          |
| Buffalo Bills           | 6        | 10       | 0        | .375     | 2-4      | 4-8      | 243      | 279      |          |
| New York Jets           | 6        | 10       | 0        | .375     | 1-5      | 6-6      | 283      | 299      |          |

| AFC Norte           | AFC Norte | AFC Norte | AFC Norte | AFC Norte | AFC Norte | AFC Norte | AFC Norte | AFC Norte | AFC Norte |
| Equipo              | V         | D         | E         | CTE       | DIV       | CONF      | PF        | PC        |           |
| ------------------- | --------- | --------- | --------- | --------- | --------- | --------- | --------- | --------- | --------- |
| Baltimore Ravens(4) | 10        | 6         | 0         | .625      | 4-2       | 7-5       | 391       | 281       |           |
| Cincinnati Bengals  | 8         | 8         | 0         | .500      | 3-3       | 6-6       | 346       | 384       |           |
| Pittsburgh Steelers | 6         | 10        | 0         | .375      | 3-3       | 5-7       | 300       | 327       |           |
| Cleveland Browns    | 5         | 11        | 0         | .313      | 2-4       | 3-9       | 254       | 322       |           |

| AFC Sur               | AFC Sur | AFC Sur | AFC Sur | AFC Sur | AFC Sur | AFC Sur | AFC Sur | AFC Sur | AFC Sur |
| Equipo                | V       | D       | E       | CTE     | DIV     | CONF    | PF      | PC      |         |
| --------------------- | ------- | ------- | ------- | ------- | ------- | ------- | ------- | ------- | ------- |
| Indianapolis Colts(3) | 12      | 4       | 0       | .750    | 5-1     | 9-3     | 447     | 336     |         |
| Tennessee Titans(5)   | 12      | 4       | 0       | .750    | 4-2     | 8-4     | 435     | 324     |         |
| Jacksonville Jaguars  | 5       | 11      | 0       | .313    | 2-4     | 3-9     | 276     | 331     |         |
| Houston Texans        | 5       | 11      | 0       | .313    | 1-5     | 3-9     | 255     | 380     |         |

| AFC Oeste             | AFC Oeste | AFC Oeste | AFC Oeste | AFC Oeste | AFC Oeste | AFC Oeste | AFC Oeste | AFC Oeste | AFC Oeste |
| Equipo                | V         | D         | E         | CTE       | DIV       | CONF      | PF        | PC        |           |
| --------------------- | --------- | --------- | --------- | --------- | --------- | --------- | --------- | --------- | --------- |
| Kansas City Chiefs(2) | 13        | 3         | 0         | .813      | 5-1       | 10-2      | 484       | 332       |           |
| Denver Broncos(6)     | 10        | 6         | 0         | .625      | 5-2       | 9-3       | 381       | 301       |           |
| Oakland Raiders       | 4         | 12        | 0         | .250      | 1-5       | 2-10      | 270       | 379       |           |
| San Diego Chargers    | 4         | 12        | 0         | .250      | 1-5       | 3-9       | 313       | 441       |           |

| NFC Este               | NFC Este | NFC Este | NFC Este | NFC Este | NFC Este | NFC Este | NFC Este | NFC Este | NFC Este |
| Equipo                 | V        | D        | E        | CTE      | DIV      | CONF     | PF       | PC       |          |
| ---------------------- | -------- | -------- | -------- | -------- | -------- | -------- | -------- | -------- | -------- |
| Philadelphia Eagles(1) | 12       | 4        | 0        | .750     | 5-1      | 9-3      | 374      | 287      |          |
| Dallas Cowboys(6)      | 10       | 6        | 0        | .625     | 5-1      | 8-4      | 289      | 260      |          |
| Washington Redskins    | 5        | 11       | 0        | .313     | 1-5      | 3-9      | 287      | 372      |          |
| New York Giants        | 4        | 12       | 0        | .250     | 1-5      | 3-9      | 243      | 387      |          |

| NFC Norte            | NFC Norte | NFC Norte | NFC Norte | NFC Norte | NFC Norte | NFC Norte | NFC Norte | NFC Norte | NFC Norte |
| Equipo               | V         | D         | E         | CTE       | DIV       | CONF      | PF        | PC        |           |
| -------------------- | --------- | --------- | --------- | --------- | --------- | --------- | --------- | --------- | --------- |
| Green Bay Packers(4) | 10        | 6         | 0         | .625      | 4-2       | 7-5       | 442       | 307       |           |
| Minnesota Vikings    | 9         | 7         | 0         | .563      | 4-2       | 7-5       | 416       | 353       |           |
| Chicago Bears        | 7         | 9         | 0         | .438      | 2-4       | 4-8       | 283       | 346       |           |
| Detroit Lions        | 5         | 11        | 0         | .313      | 2-4       | 4-8       | 270       | 379       |           |

| NFC Sur              | NFC Sur | NFC Sur | NFC Sur | NFC Sur | NFC Sur | NFC Sur | NFC Sur | NFC Sur | NFC Sur |
| Equipo               | V       | D       | E       | CTE     | DIV     | CONF    | PF      | PC      |         |
| -------------------- | ------- | ------- | ------- | ------- | ------- | ------- | ------- | ------- | ------- |
| Carolina Panthers(3) | 11      | 5       | 0       | .688    | 5-1     | 9-3     | 325     | 304     |         |
| New Orleans Saints   | 8       | 8       | 0       | .500    | 3-3     | 7-5     | 340     | 326     |         |
| Tampa Bay Buccaneers | 7       | 9       | 0       | .438    | 2-4     | 6-6     | 301     | 264     |         |
| Atlanta Falcons      | 5       | 11      | 0       | .313    | 2-4     | 4-8     | 299     | 422     |         |

| NFC Oeste           | NFC Oeste | NFC Oeste | NFC Oeste | NFC Oeste | NFC Oeste | NFC Oeste | NFC Oeste | NFC Oeste | NFC Oeste |
| Equipo              | V         | D         | E         | CTE       | DIV       | CONF      | PF        | PC        |           |
| ------------------- | --------- | --------- | --------- | --------- | --------- | --------- | --------- | --------- | --------- |
| St. Louis Rams(2)   | 12        | 4         | 0         | .750      | 4-2       | 8-4       | 447       | 328       |           |
| Seattle Seahawks(5) | 10        | 6         | 0         | .625      | 5-1       | 8-4       | 404       | 327       |           |
| San Francisco 49ers | 7         | 9         | 0         | .438      | 2-4       | 6-6       | 384       | 337       |           |
| Arizona Cardinals   | 4         | 12        | 0         | .250      | 1-5       | 3-9       | 225       | 452       |           |

## Postemporada
|  | Ronda Wild Card                      | Ronda Wild Card                      | Ronda Wild Card                      |    |              | Ronda divisional                | Ronda divisional                      | Ronda divisional                |                                       |                                       | Finales de conferencia                | Finales de conferencia | Finales de conferencia |  |  | Super Bowl | Super Bowl | Super Bowl |
|  |                                      |                                      |                                      |    |              |                                 |                                       |                                 |                                       |                                       |                                       |                        |                        |  |  |            |            |            |
|  | 3 de enero – Bank of America Stadium | 3 de enero – Bank of America Stadium | 3 de enero – Bank of America Stadium |    |              | 10 de enero – Edward Jones Dome | 10 de enero – Edward Jones Dome       | 10 de enero – Edward Jones Dome |                                       |                                       |                                       |                        |                        |  |  |            |            |            |
|  | 3 de enero – Bank of America Stadium | 3 de enero – Bank of America Stadium | 3 de enero – Bank of America Stadium |    |              | 10 de enero – Edward Jones Dome | 10 de enero – Edward Jones Dome       | 10 de enero – Edward Jones Dome |                                       |                                       |                                       |                        |                        |  |  |            |            |            |
|  | 3 de enero – Bank of America Stadium | 3 de enero – Bank of America Stadium | 3 de enero – Bank of America Stadium |    |              | 10 de enero – Edward Jones Dome | 10 de enero – Edward Jones Dome       | 10 de enero – Edward Jones Dome |                                       |                                       |                                       |                        |                        |  |  |            |            |            |
|  | 3 de enero – Bank of America Stadium | 3 de enero – Bank of America Stadium | 3 de enero – Bank of America Stadium |    |              | 10 de enero – Edward Jones Dome | 10 de enero – Edward Jones Dome       | 10 de enero – Edward Jones Dome |                                       |                                       |                                       |                        |                        |  |  |            |            |            |
|  | #6                                   | Dallas                               | 10                                   |    |              | 10 de enero – Edward Jones Dome | 10 de enero – Edward Jones Dome       | 10 de enero – Edward Jones Dome |                                       |                                       |                                       |                        |                        |  |  |            |            |            |
|  | #6                                   | Dallas                               | 10                                   | #3 | Carolina     | 29                              |                                       |                                 |                                       |                                       |                                       |                        |                        |  |  |            |            |            |
|  | #3                                   | Carolina                             | 29                                   | #3 | Carolina     | 29                              |                                       |                                 | 23 de enero - Lincoln Financial Field | 23 de enero - Lincoln Financial Field | 23 de enero - Lincoln Financial Field |                        |                        |  |  |            |            |            |
|  | #3                                   | Carolina                             | 29                                   | #2 | St. Louis    | 23                              |                                       |                                 | 23 de enero - Lincoln Financial Field | 23 de enero - Lincoln Financial Field | 23 de enero - Lincoln Financial Field |                        |                        |  |  |            |            |            |
|  |                                      |                                      |                                      | #2 | St. Louis    | 23                              |                                       |                                 | 23 de enero - Lincoln Financial Field | 23 de enero - Lincoln Financial Field | 23 de enero - Lincoln Financial Field |                        |                        |  |  |            |            |            |
|  |                                      |                                      |                                      |    |              |                                 |                                       |                                 | 23 de enero - Lincoln Financial Field | 23 de enero - Lincoln Financial Field | 23 de enero - Lincoln Financial Field |                        |                        |  |  |            |            |            |
|  | 4 de enero – Lambeau Field           | 4 de enero – Lambeau Field           | 4 de enero – Lambeau Field           | #3 | Carolina     | 14                              |                                       |                                 |                                       |                                       |                                       |                        |                        |  |  |            |            |            |
|  | 4 de enero – Lambeau Field           | 4 de enero – Lambeau Field           | 4 de enero – Lambeau Field           | #3 | Carolina     | 14                              | 11 de enero – Lincoln Financial Field |                                 |                                       |                                       |                                       |                        |                        |  |  |            |            |            |
|  | 4 de enero – Lambeau Field           | 4 de enero – Lambeau Field           | 4 de enero – Lambeau Field           |    | #1           | Philadelphia                    | 3                                     |                                 |                                       |                                       |                                       |                        |                        |  |  |            |            |            |
|  | 4 de enero – Lambeau Field           | 4 de enero – Lambeau Field           | 4 de enero – Lambeau Field           |    | #1           | Philadelphia                    | 3                                     |                                 |                                       |                                       |                                       |                        |                        |  |  |            |            |            |
|  | #5                                   | Seattle                              | 27                                   |    |              |                                 |                                       |                                 |                                       |                                       |                                       |                        |                        |  |  |            |            |            |
|  | #5                                   | Seattle                              | 27                                   | #4 | Green Bay    | 17                              |                                       |                                 |                                       |                                       |                                       |                        |                        |  |  |            |            |            |
|  | #4                                   | Green Bay                            | 33                                   | #4 | Green Bay    | 17                              |                                       |                                 | 1 de febrero – NRG Stadium            | 1 de febrero – NRG Stadium            | 1 de febrero – NRG Stadium            |                        |                        |  |  |            |            |            |
|  | #4                                   | Green Bay                            | 33                                   | #1 | Philadelphia | 20                              |                                       |                                 | 1 de febrero – NRG Stadium            | 1 de febrero – NRG Stadium            | 1 de febrero – NRG Stadium            |                        |                        |  |  |            |            |            |
|  |                                      |                                      |                                      | #1 | Philadelphia | 20                              |                                       |                                 |                                       | 1 de febrero – NRG Stadium            | 1 de febrero – NRG Stadium            |                        |                        |  |  |            |            |            |
|  |                                      |                                      |                                      |    |              |                                 |                                       |                                 |                                       | 1 de febrero – NRG Stadium            | 1 de febrero – NRG Stadium            |                        |                        |  |  |            |            |            |
|  | 4 de enero – RCA Dome                | 4 de enero – RCA Dome                | 4 de enero – RCA Dome                | N3 | Carolina     | 29                              |                                       |                                 |                                       |                                       |                                       |                        |                        |  |  |            |            |            |
|  | 4 de enero – RCA Dome                | 4 de enero – RCA Dome                | 4 de enero – RCA Dome                | N3 | Carolina     | 29                              | 11 de enero – Arrowhead Stadium       |                                 |                                       |                                       |                                       |                        |                        |  |  |            |            |            |
|  | 4 de enero – RCA Dome                | 4 de enero – RCA Dome                | 4 de enero – RCA Dome                |    | A1           | New England                     | 32                                    |                                 |                                       |                                       |                                       |                        |                        |  |  |            |            |            |
|  | 4 de enero – RCA Dome                | 4 de enero – RCA Dome                | 4 de enero – RCA Dome                |    | A1           | New England                     | 32                                    |                                 |                                       |                                       |                                       |                        |                        |  |  |            |            |            |
|  | #6                                   | Denver                               | 10                                   |    |              |                                 |                                       |                                 |                                       |                                       |                                       |                        |                        |  |  |            |            |            |
|  | #6                                   | Denver                               | 10                                   | #3 | Indianapolis | 38                              |                                       |                                 |                                       |                                       |                                       |                        |                        |  |  |            |            |            |
|  | #3                                   | Indianapolis                         | 41                                   | #3 | Indianapolis | 38                              |                                       |                                 | 22 de enero - Gillette Stadium        | 22 de enero - Gillette Stadium        | 22 de enero - Gillette Stadium        |                        |                        |  |  |            |            |            |
|  | #3                                   | Indianapolis                         | 41                                   | #2 | Kansas City  | 31                              |                                       |                                 | 22 de enero - Gillette Stadium        | 22 de enero - Gillette Stadium        | 22 de enero - Gillette Stadium        |                        |                        |  |  |            |            |            |
|  |                                      |                                      |                                      | #2 | Kansas City  | 31                              |                                       |                                 | 22 de enero - Gillette Stadium        | 22 de enero - Gillette Stadium        | 22 de enero - Gillette Stadium        |                        |                        |  |  |            |            |            |
|  |                                      |                                      |                                      |    |              |                                 |                                       |                                 | 22 de enero - Gillette Stadium        | 22 de enero - Gillette Stadium        | 22 de enero - Gillette Stadium        |                        |                        |  |  |            |            |            |
|  | 3 de enero – M&T Bank Stadium        | 3 de enero – M&T Bank Stadium        | 3 de enero – M&T Bank Stadium        | #3 | Indianapolis | 14                              |                                       |                                 |                                       |                                       |                                       |                        |                        |  |  |            |            |            |
|  | 3 de enero – M&T Bank Stadium        | 3 de enero – M&T Bank Stadium        | 3 de enero – M&T Bank Stadium        | #3 | Indianapolis | 14                              | 16 de enero – Gillette Stadium        |                                 |                                       |                                       |                                       |                        |                        |  |  |            |            |            |
|  | 3 de enero – M&T Bank Stadium        | 3 de enero – M&T Bank Stadium        | 3 de enero – M&T Bank Stadium        |    | #1           | New England                     | 24                                    |                                 |                                       |                                       |                                       |                        |                        |  |  |            |            |            |
|  | 3 de enero – M&T Bank Stadium        | 3 de enero – M&T Bank Stadium        | 3 de enero – M&T Bank Stadium        |    | #1           | New England                     | 24                                    |                                 |                                       |                                       |                                       |                        |                        |  |  |            |            |            |
|  | #5                                   | Tennessee                            | 20                                   |    |              |                                 |                                       |                                 |                                       |                                       |                                       |                        |                        |  |  |            |            |            |
|  | #5                                   | Tennessee                            | 20                                   | #5 | Tennessee    | 14                              |                                       |                                 |                                       |                                       |                                       |                        |                        |  |  |            |            |            |
|  | #4                                   | Baltimore                            | 17                                   | #5 | Tennessee    | 14                              |                                       |                                 |                                       |                                       |                                       |                        |                        |  |  |            |            |            |
|  | #4                                   | Baltimore                            | 17                                   | #1 | New England  | 17                              |                                       |                                 |                                       |                                       |                                       |                        |                        |  |  |            |            |            |
|  |                                      |                                      |                                      | #1 | New England  | 17                              |                                       |                                 |                                       |                                       |                                       |                        |                        |  |  |            |            |            |

- Local en cada partido: El local en cada partido es el equipo mejor clasificado, el equipo de abajo en el cuadro, excepto en el Super Bowl que es un estadio neutral.

## Premios

### Premios anuales
A final de temporada se entregan diferentes premios reconociendo el valor del jugador durante la temporada entera.
| Premio                     | Ganador        | Posición      | Equipo               |
| -------------------------- | -------------- | ------------- | -------------------- |
| Jugador más valioso        | Peyton Manning | Quarterback   | Indianapolis Colts   |
| Jugador más valioso        | Steve McNair   | Quarterback   | Tennessee Titans     |
| Jugador ofensivo del año   | Jamal Lewis    | Running back  | Baltimore Ravens     |
| Jugador defensivo del año  | Ray Lewis      | Linebacker    | Baltimore Ravens     |
| Entrenador del año         | Bill Belichick | Head Coach    | New England Patriots |
| Novato ofensivo del año    | Anquan Boldin  | Wide receiver | Arizona Cardinals    |
| Novato defensivo del año   | Terrell Suggs  | Linebacker    | Baltimore Ravens     |
| Novato del año             | Anquan Boldin  | Wide receiver | Arizona Cardinals    |
| Regreso del año            | Jon Kitna      | Quarterback   | Cincinnati Bengals   |
| Hombre del Año             | Will Shields   | Guard         | Kansas City Chiefs   |
| Jugador más valioso del SB | Tom Brady      | Quarterback   | New England Patriots |